# Puget Rock
Der Puget Rock (in Argentinien Islote Redondo ‚Runde Insel‘) ist ein Klippenfelsen in der Gruppe der Joinville-Inseln vor der Nordspitze der Antarktischen Halbinsel. Er ragt östlich der Eden Rocks vor dem östlichen Ende von Dundee Island aus dem Weddell-Meer auf.
Der britische Polarforscher James Clark Ross benannte am 30. Dezember 1842 im Zuge seiner Antarktisexpedition (1839–1843) ein später nicht identifizierbares Objekt in diesem Gebiet als Cape Puget. Namensgeber ist Kapitän William David Puget († 1853) von der Royal Navy. Das UK Antarctic Place-Names Committee übertrug 1957 Ross’ Benennung auf den hier beschriebenen Felsen.